# Hans Lietzmann (teologo)
Hans Lietzmann (Düsseldorf, 2 marzo 1875 – Locarno, 25 giugno 1942) è stato un teologo e filologo tedesco.
Professò fede evangelica. Nel 1905 divenne professore di Storia della Chiesa all'Università di Jena; nel 1923 successe sulla cattedra di Adolf von Harnack all'Università di Berlino.
Lietzmann unì la ricerca sul Nuovo Testamento e sulla storia della Chiesa e della liturgia con i suoi interessi di filologia classica, archeologia e storia delle religioni.

## Opere
- Geschichte der Alten Kirche, 4 voll., 1932; 1936; 1938; 1944.
- Das Muratorische Fragment und die Monarchianischen Prologe zu den Evangelien, Kleine Texte, Bonn 1902.
- Zeitrechnung der römischen Kaiserzeit, des Mittelalters und der Neuzeit für die Jahre 1 - 2000 n.Chr.

## Studi
- Kurt Aland (ed.), Glanz und Niedergang der deutschen Universität: 50 Jahre deutsche Wissenschaftsgeschichte in Briefen an und von Hans Lietzmann (1892 - 1942), Berlin-New York, de Gruyter, 1979.
- Wolfram Kinzig, Evangelische Patristiker und Christliche Archäologen im „Dritten Reich“. Drei Fallstudien: Hans Lietzmann, Hans von Soden, Hermann Wolfgang Beyer, in: Beat Näf (ed.), Antike und Altertumswissenschaft in der Zeit von Faschismus und Nationalsozialismus. Kolloquium Universität Zürich 14.-17. Oktober 1998, Mandelbachtal/Cambridge 2001, pp. 535–629.
- Wolfram Kinzig, Hans Lietzmann (1875-1942), in: Reinhard Schmidt-Rost, Stephan Bitter, Martin Dutzmann (edd.), Theologie als Vermittlung. Bonner evangelische Theologen des 19. Jahrhunderts im Porträt, Rheinbach 2003, pp. 220–231.

## Collegamenti
- Lietzmann ‹lìizman›, Hans la voce nella Enciclopedia Italiana, edizione online, sito treccani.it. URL visitato il 17/02/2012
- (DE)  LIETZMANN, Hans la voce sul Biographisch-Bibliographisches Kirchenlexikon, sito bautz.de. URL visitato il 17/02/2012